# Čehovice
Čehovice (en allemand : Tschehowitz) est une commune du district de Prostějov, dans la région d'Olomouc, en République tchèque. Sa population s'élevait à 528 habitants en 2023.

## Géographie
Čehovice se trouve à 7 km au sud-est de Prostějov, à 19 km au sud-sud-ouest d'Olomouc et à 210 km à l'est-sud-est de Prague.
La commune est limitée par Bedihošť au nord-ouest, par Kralice na Hané au nord, par Hrubčice au nord-est, par Čelčice au sud-est et au sud, et par Výšovice au sud-ouest.

## Histoire
La première mention écrite de la localité date de 1287.

## Transports
Par la route, Čehovice se trouve à 7,7 km de Prostějov, à 23 km d'Olomouc et à 263 km de Prague.